# Nispa barbatus
Nispa barbatus là một loài nhện trong họ Linyphiidae.
Loài này thuộc chi Nispa. Nispa barbatus được Kirill Yuryevich Eskov miêu tả năm 1993.